# Slocan (Columbia Britannica)
Slocan è un villaggio della provincia canadese della Columbia Britannica, nel Kootenays. È situato nella parte meridionale del lago omonimo, a circa 70 km dalla città di Nelson.
Secondo il censimento del 2021, il villaggio ha 379 abitanti.

## Origini del nome
Il nome ''Slocan'' deriva dalla lingua Ktunana, che significa ''colpire o trafiggere alla testa'', riferendosi alla pratica della trafittura del salmone.

## Storia
La comunità fu fondata nel 1892, in seguito al ritrovamento di massicce quantità di argento nelle vicinanze.
Nel 1901, Slocan diventò una città, mentre nel 1958 è stata incorporata come villaggio.